# Горские
Горские (пол. Gorski) — польские дворянские роды, состоявшие в русском подданстве.
1. Герба Прус 1-й, происходит от Николая Пруса, которому князь Болеслав Мазовецкий пожаловал деревню Горске или Горки в Ломжинской земле (1430). Этот род внесён в VI часть родословной книги Киевской губернии.
2. Герба Наленч, происходит из Варшавской земли. Андрей Горский был воеводой мазовецким и послом в Турции (1669). Род этот разделился на девять ветвей, внесённых в VI и I части родословных книг Виленской, Витебской, Волынской, Гродненской и Минской[1] губерний.
3. Герба Шелига, существовал в XVI в. Яков Горский, архипресвитер краковский, издал (1582—1586) несколько богословских сочинений на латинском языке. Род этот разделился на четыре ветви, внесённые в VI и I части родословной книги Виленской и Гродненской губерний.

Ещё четыре рода Горских, внесённые в родословные книги дворян Царства Польского, Киевской, Виленской и Гродненской губернии (ч. I), восходят к XVII и XVIII вв.
Определением департамента Герольдии Правительствующего Сената (15 декабря 1854) утверждено постановление Киевского дворянского депутатского собрания (06 сентября 1854), о сопричислении просителя Антона Северинова Горского к роду отца его, внесённому в первую часть дворянской родословной книги, по привилегии, данной (25 августа 1785) королём польским Станиславом-Августом деду упомянутого Антона Северинова Горского — Якову Францовy Горскому на должность коронного мерничего. Герб Антона Горского внесён в Часть 14 Общего гербовника дворянских родов Всероссийской империи, стр. 32.
Существует также шесть русских родов Горских позднейшего происхождения.

## См. также

Герб Богория одного из родов дворян Горских. Этот род Горских внесён в Родословную книгу Киевской губернии.